# Cryptachaea ambera
Cryptachaea ambera là một loài nhện trong họ Theridiidae.
Loài này thuộc chi Cryptachaea. Cryptachaea ambera được Herbert Walter Levi miêu tả năm 1963.